# Томас Балькасар
Томас Балькасар Гонсалес (ісп. Tomás Balcázar González; 21 грудня 1931, Гвадалахара — 26 квітня 2020) — мексиканський футболіст, що грав на позиції нападника, зокрема, за клуб «Гвадалахара», а також національну збірну Мексики. Є тестем Хав'єра Ернандеса Гутьєрреса, а також дідом Хав'єра Ернандеса. Всі три гравці брали участь у різних чемпіонатах світу з футболу.
Чемпіон Мексики.

## Клубна кар'єра
У футболі дебютував 1946 року виступами за команду «Гвадалахара», кольори якої і захищав протягом усієї своєї кар'єри гравця, що тривала тринадцять років.

## Виступи за збірну
1952 року дебютував в офіційних матчах у складі національної збірної Мексики. Протягом кар'єри у національній команді провів у її формі 10 матчів, забивши 6 голів.
У складі збірної був учасником чемпіонату світу 1954 року у Швейцарії, де зіграв з Бразилією (0-5) і Францією (2-3).
Забив гол у матчі проти Франції у віці 22 років. Його онук Хав'єр Ернандес під час чемпіонату світу 2010, 17 червня 2010 року забив гол тим ж таки французам, коли йому також було 22 роки.

## Титули і досягнення
- Чемпіон Мексики (1):

«Гвадалахара»: 1957